# Buick LaCrosse
Buick LaCrosse – samochód osobowy klasy wyższej produkowany pod amerykańską marką Buick od 2004 roku. Od 2023 roku produkowana jest czwarta generacja modelu.

## Pierwsza generacja

### Wersja amerykańska

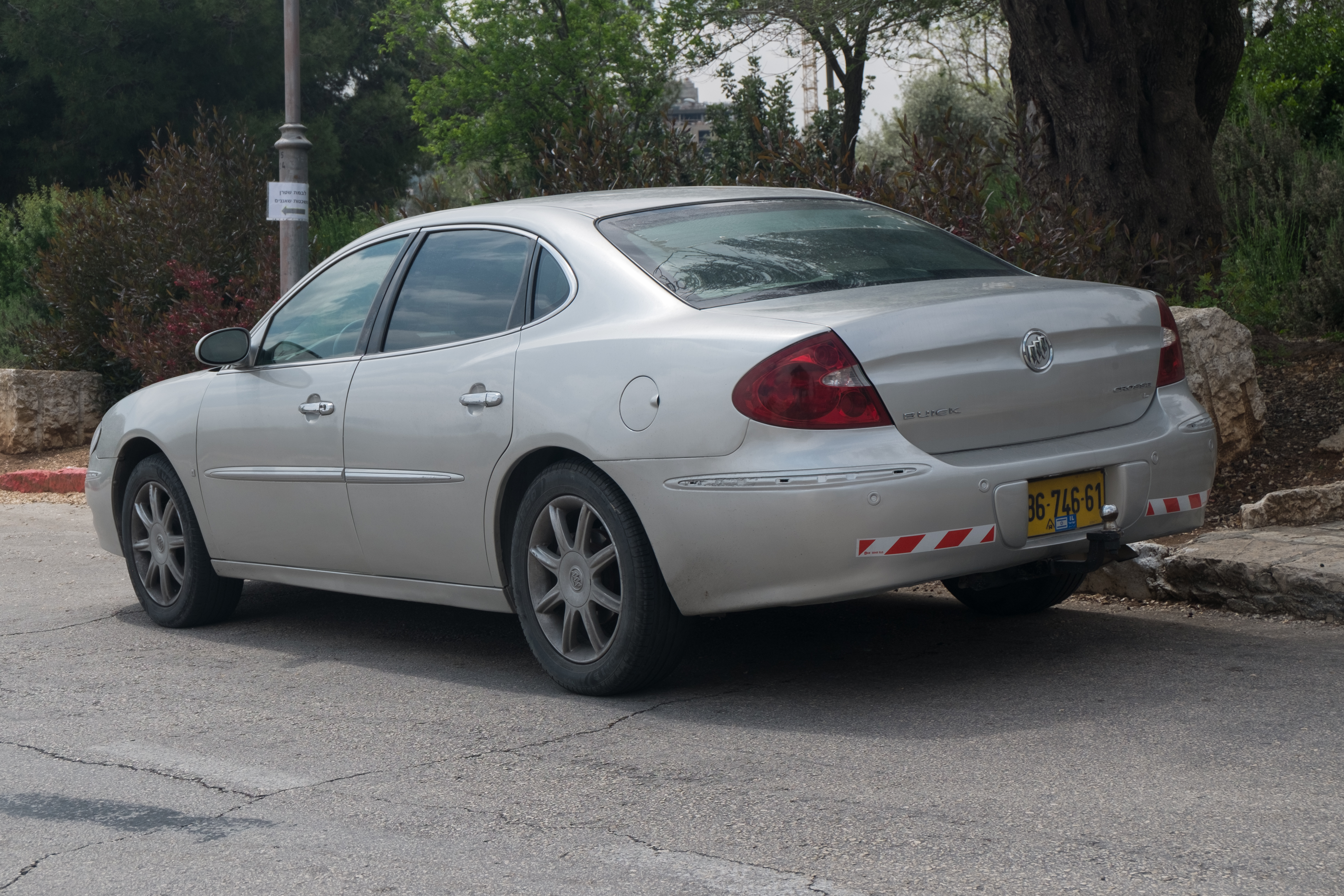
Buick LaCrosse I - tył

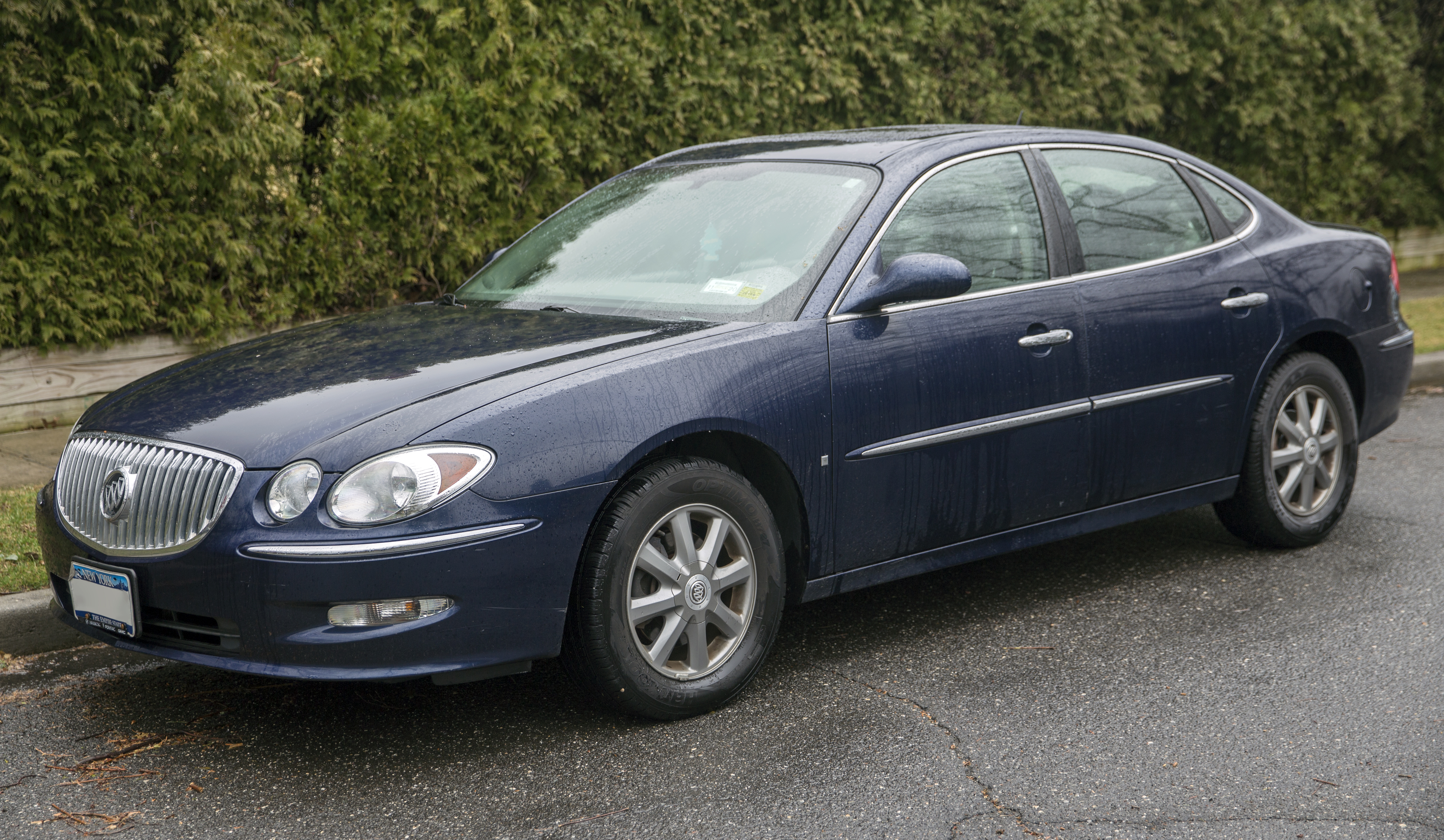
Buick LaCrosse I po liftingu

Buick LaCrosse I został zaprezentowany po raz pierwszy w 2004 roku.
Zupełnie nowy model LaCrosse trafił na rynek w połowie 2004 roku jako model klasy średniej, zastępując pojazdy Century i Regal w ofercie Buicka. Samochód otrzymał charakterystyczną stylistykę na czele z podwójnymi, owalnymi reflektorami, a także dużą ilością obłych przetłoczeń.
Samochód produkowany był w kanadyjskich zakładach w Oshawie, a w samej Kanadzie nosił inną nazwę niż w USA - Buick Allure. Wynikało to z niefortunnego znaczenia słowa LaCrosse w lokalnym slangu wśród francuskojęzycznych mieszkańców kraju, co oznaczało potocznie masturbację.

### Lifting
Buick LaCrosse I przeszedł modernizację w marcu 2007 roku. Pojawiła się znacznie większa, chromowana atrapa chłodnicy, a także przemodelowany zderzak i nowe warianty wyposażenia.

### Silniki
- V6 3.6l LY7
- V6 3.8l L26
- V8 5.3l LS4

### Wersja chińska

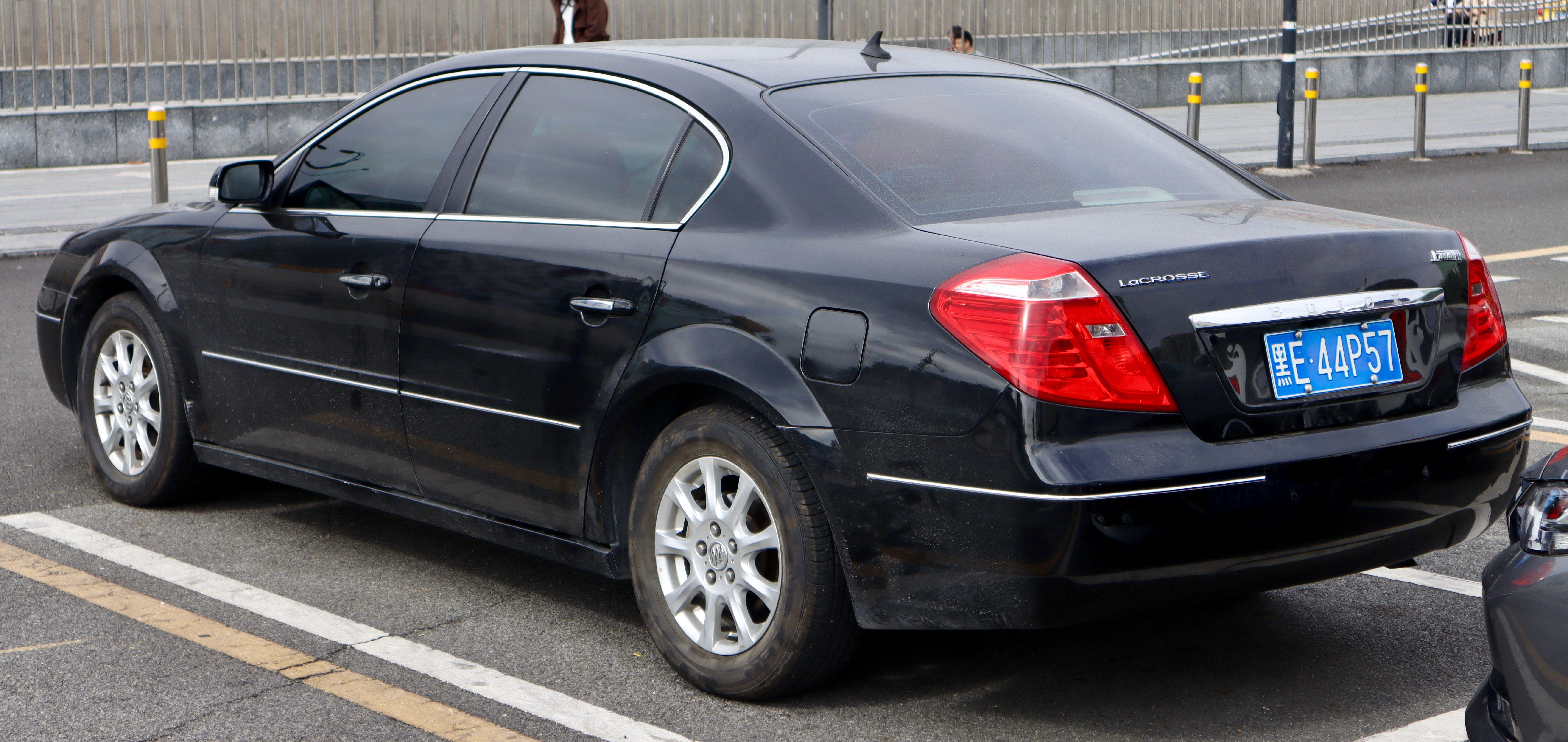
Buick LaCrosse I - tył

Buick LaCrosse I został zaprezentowany po raz pierwszy w 2006 roku.
W lutym 2006 roku Buick zaprezentował w Chinach swój pierwszy model opracowany od podstaw z myślą o rynku chińskim. Pomimo takiej samej nazwy, jak oferowane wówczas w Ameryce Północnej LaCrosse, był to zupełnie inny model.
Samochód miał inne proporcje nadwozia, charakterystyczne kanciaste reflektory, masywniejszą linię nadwozia i większe tylne lampy ze srebrnym wypełnieniem. Produkcja odbywała się w zakładach spółki joint venture GM-Shanghai w Szanghaju. Poza Chinami, lokalna wersja LaCrosse I oferowana i wytwarzana była także na Tajwanie w zakładach lokalnego konsorcjum Yulon.

### Silniki
- L4 2.4l LE5
- V6 3.0l LZD

## Druga generacja

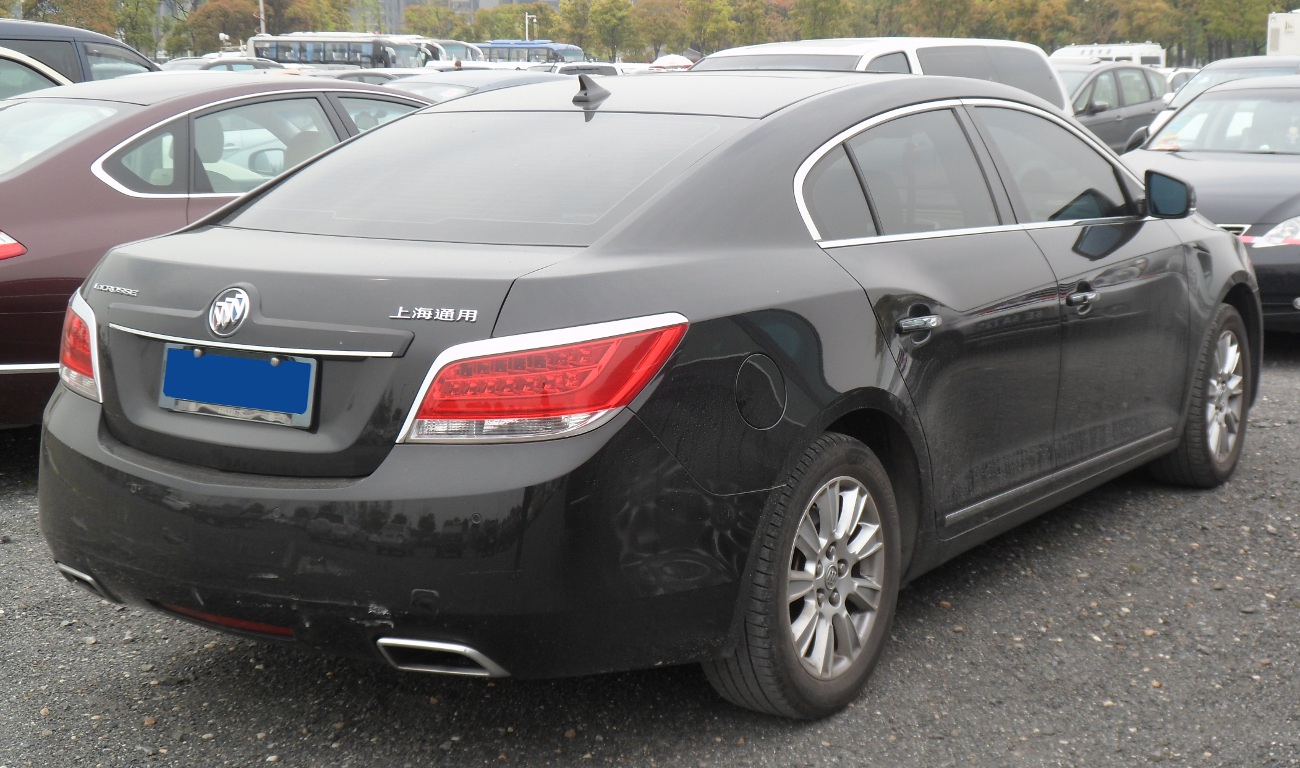
Buick LaCrosse II - tył

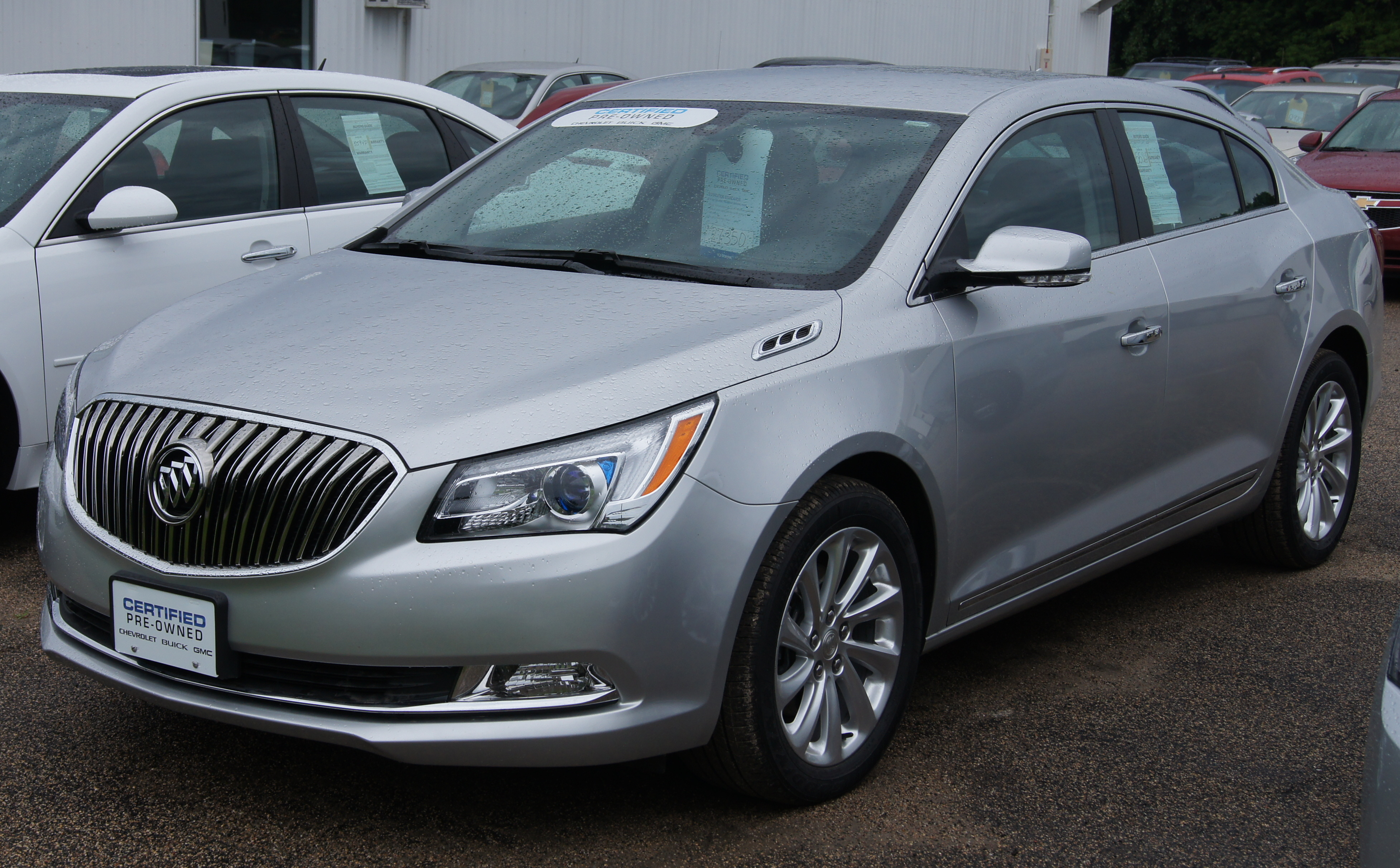
Buick LaCrosse II po liftingu

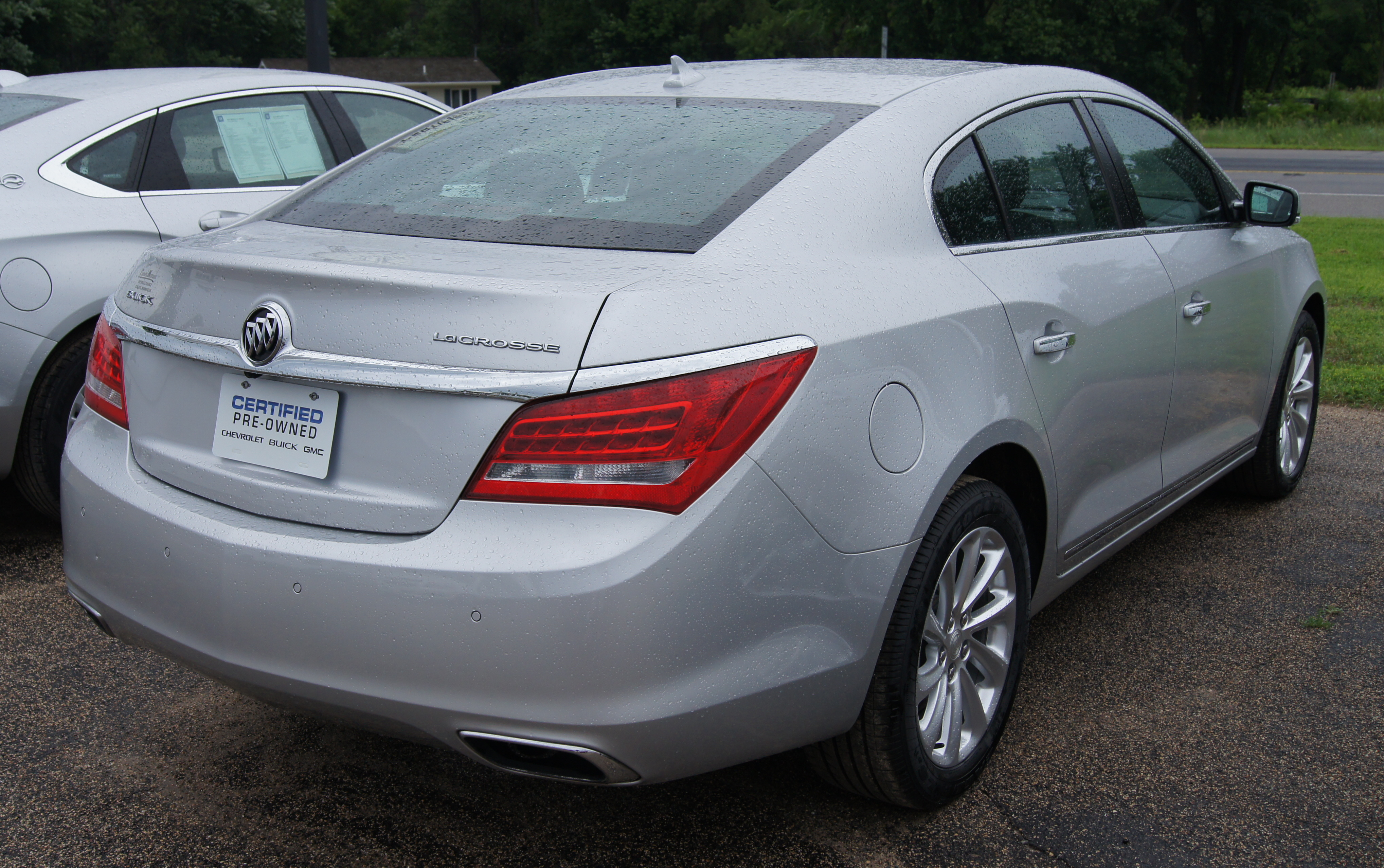
Buick LaCrosse II - tył po liftingu

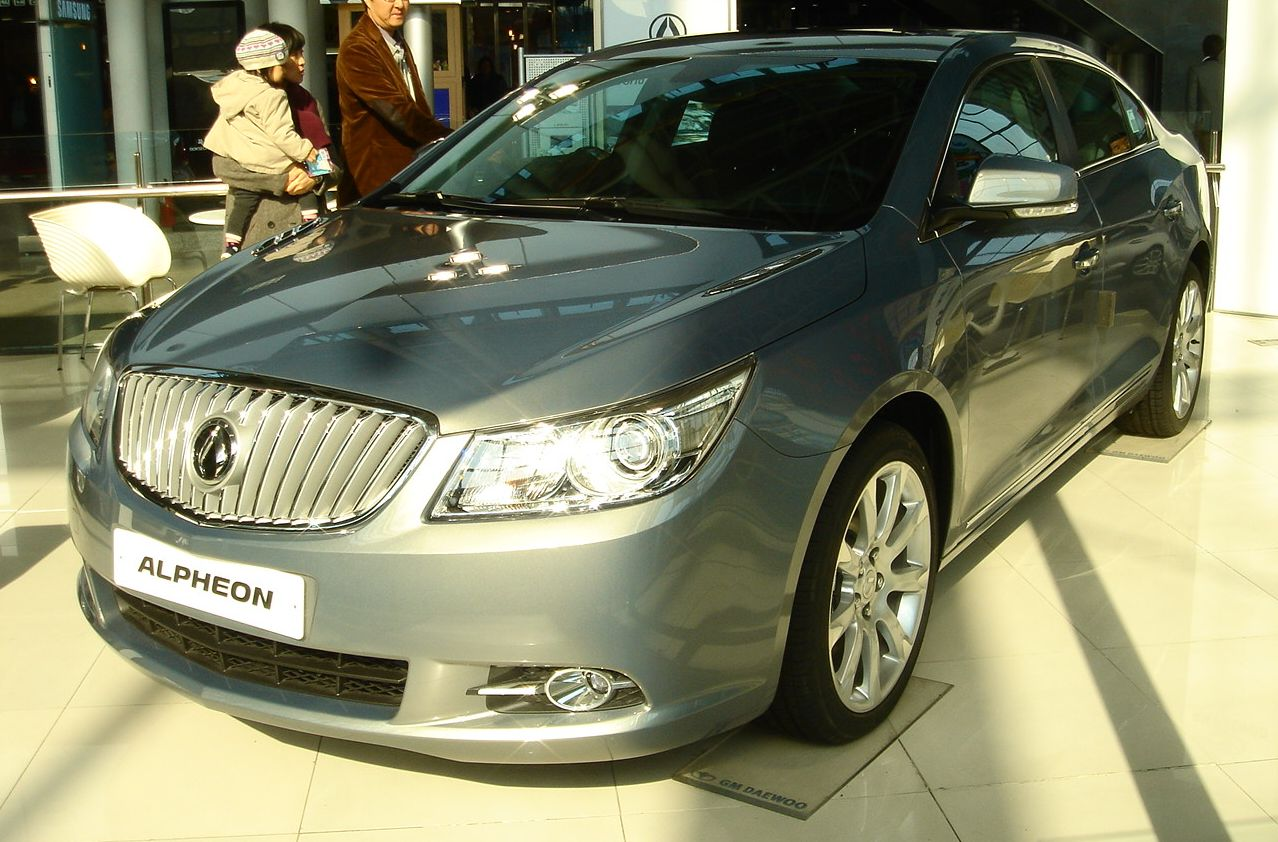
południowokoreański Alpheon

Buick LaCrosse II został zaprezentowany po raz pierwszy w 2009 roku.
LaCrosse drugiej generacji zadebiutował podczas Detroit Motor Show w styczniu 2009 roku. Samochód zaprojektowano według zupełnie nowej koncepcji, opierając go na nowej platformie koncernu General Motors o nazwie Epsilon II. Zbudowano na niej także m.in. Opla Insignię.
Nadwozie stało się masywniejsze, z większą ilością ostrych kantów, wysoko poprowadzoną linią szyb i mniejszą ilością chromowanych ozdobników. Z powodu powrotu do sprzedaży modelu Regal w 2009 roku, LaCrosse stało się samochodem o segment większym. W 2011 roku LaCrosse II stało się sztandarowym modelem klasy wyższej, zastępując model Lucerne.

### Lifitng
W marcu 2013 roku Buick przedstawił LaCrosse II po gruntownej modernizacji. Zmieniono wygląd pasa przedniego, gdzie pojawiła się nowa, większa atrapa chłodnicy z większą ilością chromowanych ozdobników, a także zamontowano inne reflektory z charakterystycznymi wcięciami u dołu. Z tyłu pojawiły się z kolei nowe lampy z innym wypełnieniem i chromowaną poprzeczką łączącą je na całej szerokości klapy bagażnika.

### Sprzedaż
Podobnie jak poprzednik, LaCrosse drugiej generacji było sprzedawane na sąsiednim rynku kanadyjskim pod inną nazwą jako Buick Allure w związku z negatywnymi konotacjami wokół oryginalnej nazwy w dialekcie języka francuskiego używanego w stanie Quebec.
Między 2010 a 2015 rokiem Buick LaCrosse II był również produkowany i sprzedawany w Korei Południowej pod lokalną marką Alpheon jako po prostu Alpheon.

### Silnik
- L4 2.0l LTG
- L4 2.4l LAF
- V6 3.0l LF1
- V6 3.6l LFX

## Trzecia generacja

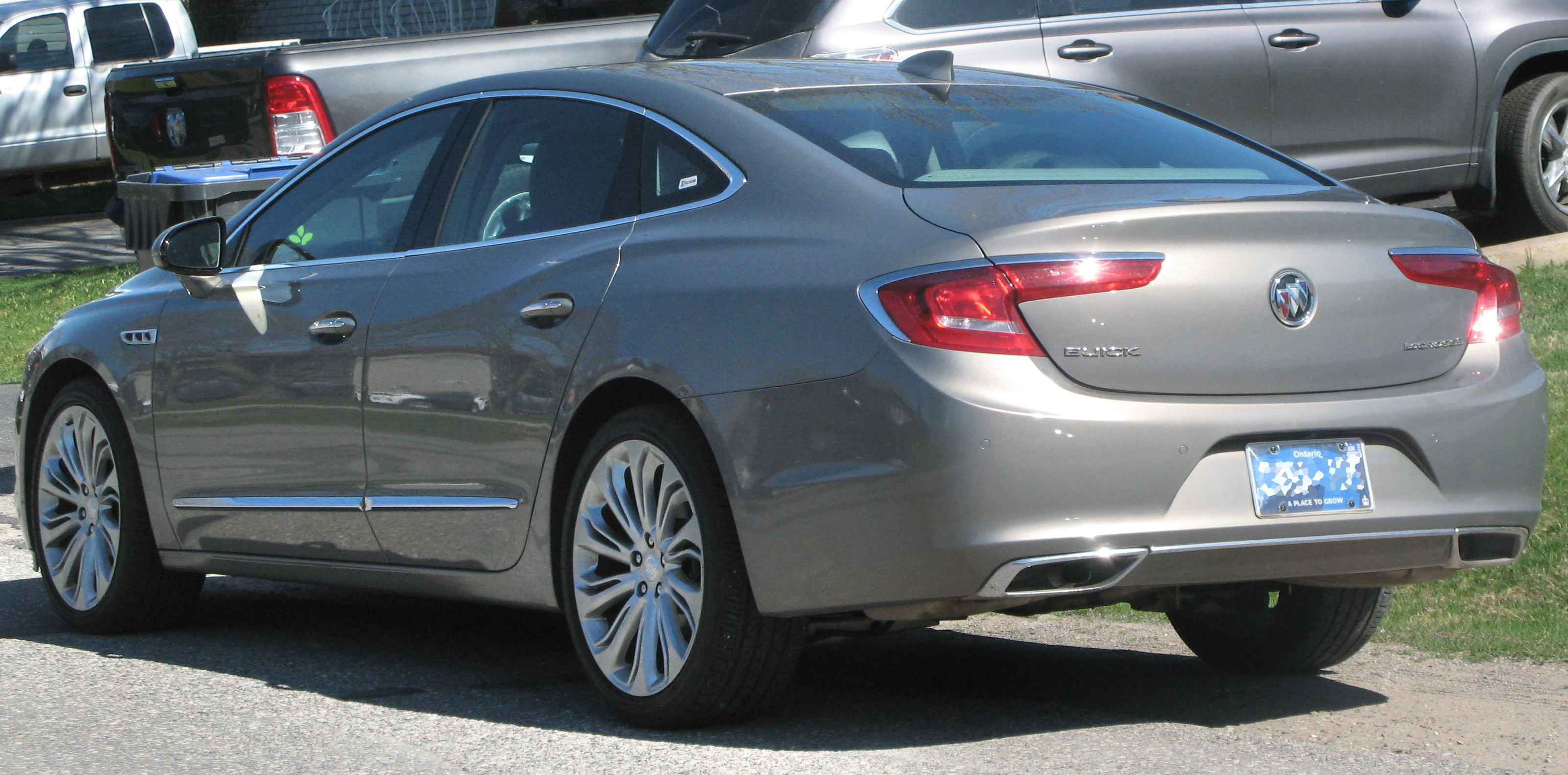
Buick LaCrosse III - tył

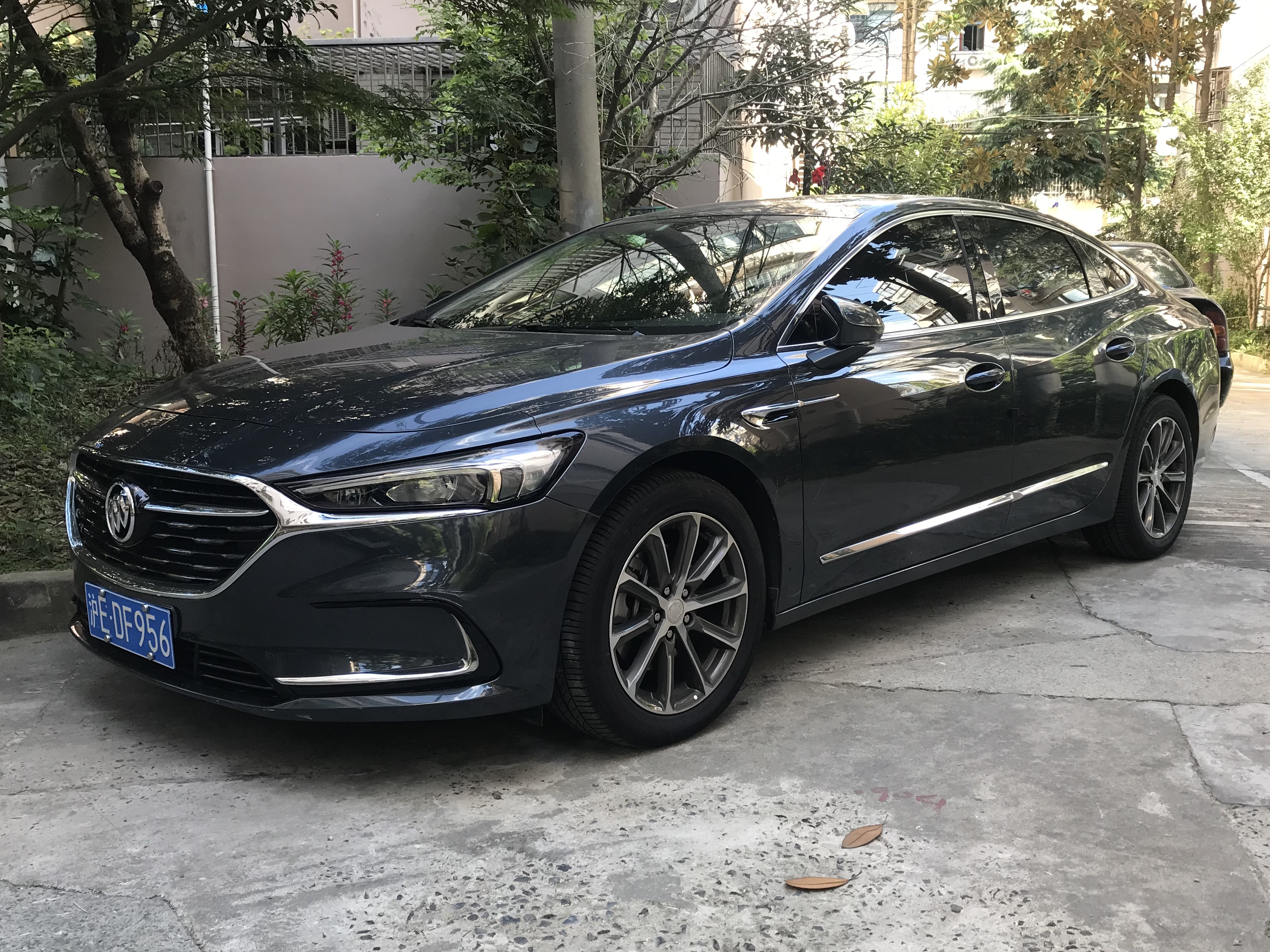
chińkski Buick LaCrosse III po liftingu

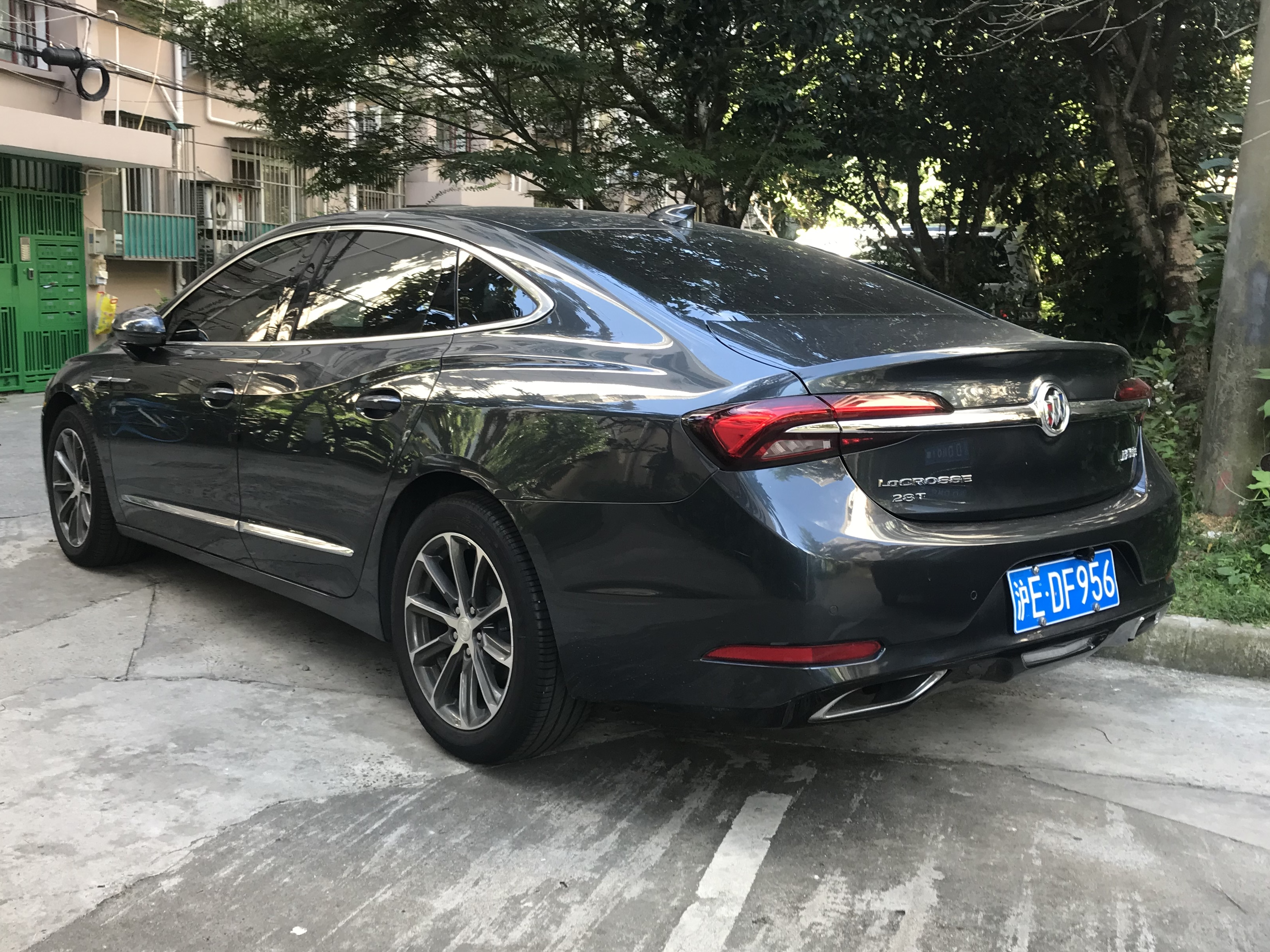
chinski Buick LaCrosse III - tył po liftingu

Buick LaCrosse III został zaprezentowany po raz pierwszy w 2015 roku.
Zupełnie nowa, trzecia generacja LaCrosse została zaprezentowana po raz pierwszy w listopadzie 2015 roku tuż przed premierą dla światowej publiczności, która odbyła się na LA Auto Show.
Samochód przeszedł gruntowną metamorfozę w stosunku do poprzedników - zyskał smuklejszą sylwetkę z dłuższym, szerszym i zarazem niższym nadwoziem. Charakterystycznymi elementami stały się reflektory o strzelistym kształcie, a także dwuczęściowe tylne lampy w kształcie bumerangu. Dzięki dłuższemu rozstawowi osi, LaCrosse III stał się wyraźnie większy w środku, z naciskiem na tylny rząd siedzeń. Samochód zyskał też bardziej luksusowy charakter za pomocą bogatszej listy wyposażenia.

### Lifting
Po zakończeniu produkcji LaCrosse III w USA, jego sprzedaż i wytwarzanie kontynuowane jest w 2019 roku wyłącznie na rynku chińskim. W kwietniu samochód przeszedł gruntowną modernizację, w ramach której przeprojektowano przód i tylną część nadwozia. Pojawiły się węższe reflektory, większa atrapa chłodnicy i inny kształt tylnych lamp wzbogaconych chromowaną poprzeczką między nimi.

### Sprzedaż
W listopadzie 2018 roku General Motors, właściciel marki Buick, ogłosił, że w 2019 roku wycofa z produkcji 6 różnych samochodów osobowych z ofert kilku swoich marek z powodu restrukturyzacji. Jej powodem jest malejący popyt na klasyczne sedany na rzecz SUV-ów i crossoverów, w które odtąd koncern chciał inwestować większość funduszy. Produkcja w amerykańskich zakładach GM w Detroit zakończyła się ostatecznie w lutym 2019, a do końca roku w Stanach Zjednoczonych i Kanadzie wyprzedawano pozostałe w zapasach dealerów egzemplarze. Przez kolejne 4 lata samochód pozostał produktem obecnym już tylko na rynku chińskim.

### Silniki
- L4 1.5l LFV
- L4 1.8l 30H
- L4 2.0l LTG
- L4 2.5l LHN
- V6 3.6l LGX

## Czwarta generacja

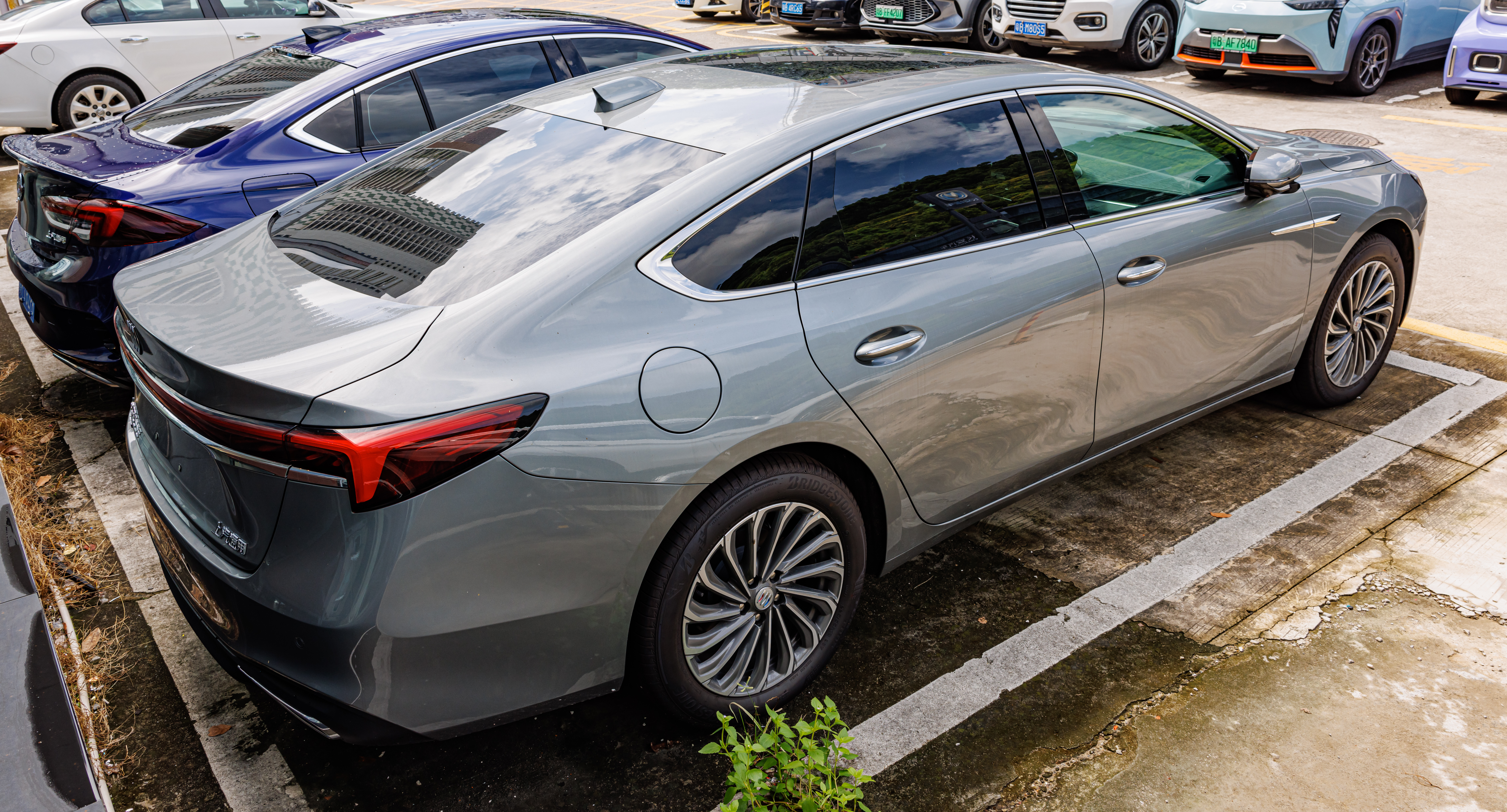
Buick LaCrosse IV - tył

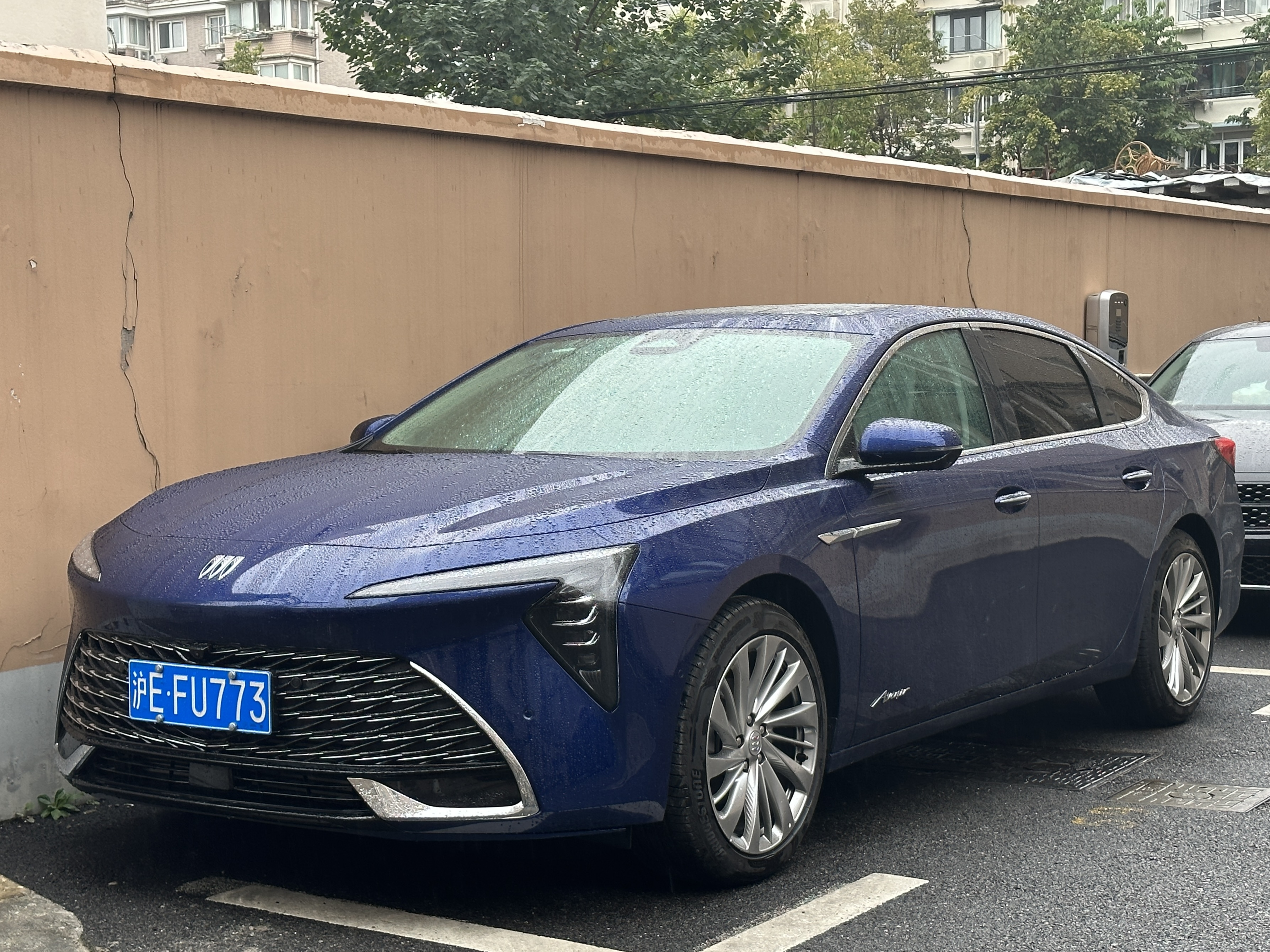
Buick LaCrosse IV Avenir

Buick LaCrosse IV został zaprezentowany po raz pierwszy w 2023 roku.
Po 7 latach rynkowej obecności, flagowy model w gamie Buicka został zastąpiony przez zupełnie nową, czwartą z kolei generację. Po raz pierwszy w historii LaCrosse'a, samochód powstał wyłącznie z myślą o rynku chińskim, adaptując nowy język stylistyczny firmy przedstawiony w poprzedzającym roku, Pure Design. Samochód zyskał charakterystyczną, smuklejszą sylwetkę, ze szpiczastym przodem zdobionym nowym logo, nisko osadzonym wlotem powietrza w kształcie trapezu oraz dużymi reflektorami full LED w kształcie bumerangów, z ok. 222 segmentami świecącymi. Tylna część nadwozia została przyozdobiona listwą LED biegnącą przez całą szerokość nadwozia. Pomimo bycia nową generacją, Buick LaCrosse zachował dotychczasową płytę podłogową poprzednika, GM E2, co zobrazował takim samym rozstawem osi i podobnymi proporcjami.
Kabina pasażerska została utrzymana w bardziej minimalistycznym niż u poprzednika projekcie, wyróżniając się masywną konsolą centralną zagiętą ku górze. Deska rozdzielcza została zdominowana przez charakterystyczny, 30-calowy wyświetlacz w kształcie odwróconego trapezu łączący pod jedną taflą funkcję cyfrowych zegarów oraz dotykowego systemu multimedialnego wyposażonego także m.in. w sterowanie klimatyzacją. Wyświetlacz scharakteryzował się rozdzielczością 6K, łącznością 5G i aktualizacjami online.
Do napędu czwartej generacji Buicka LaCrosse'a został wykorzystany jeden, turbodoładowany silnik benzynowy o pojemności 2 litrów, który rozwinął moc 237 KM i został połączony z 9-stopniową automatyczną skrzynią biegów.

### Sprzedaż
Po raz pierwszy w historii LaCrosse'a, jego czwarta generacja powstała wyłącznie z myślą o rynku chińskim, bez planów eksportu na rodzimy rynek amerykański. Początek sprzedaży zaplanowany został na połowę 2023 roku, będąc jednym z topowych modeli w chińskiej gamie Buicka.

### Silnik
- R4 2.0l LSY Turbo 237 KM